# The Time of Your Life
The Time of Your Life (pol. Zabawa jak nigdy) – sztuka amerykańskiego dramaturga Williama Saroyana, opublikowana w 1939, wyróżniona Nagrodą Pulitzera w dziedzinie dramatu za rok 1940. Autor nie przyjął nagrody, motywując swoją decyzję brakiem wiary w kompetencje jury. Sztuka otrzymała również New York Drama Critics Circle Award. Jest najwyżej cenionym dziełem dramatycznym Saroyana.

## Streszczenie dramatu
"Akcja sztuki rozgrywa się w knajpce, której właścicielem jest Nick. Specyficzną atmosferę tego mocno podejrzanego miejsca tworzą drugoplanowe i epizodyczne postaci, kręcące się po niedużej przestrzeni. Nie sposób nie zauważyć: Araba – wschodniego filozofa grającego na harmonijce; Harry'ego – tancerza z bożej łaski, który chciałby bawić ludzi, ale mu to nie wychodzi; Wesley'a – młodego Murzyna, który improwizuje na kiepskim fortepianie, czy też Willy'ego – maniaka gry na automacie z kulkami. Ich losy nie są w żadnym stopniu związane z główną intrygą sztuki, lecz stanowią barwne jej tło.
Tekstowi towarzyszą liczne i bogate didaskalia. Aby przybliżyć atmosferę dramatu, warto przytoczyć następujący ich fragment: "Nastrój jest teraz ciepły i naturalny; swobodny i amerykański. Każdy robi to co uważa, że robić powinien, albo robić musi. W zachowaniu każdego jest głęboko tkwiąca amerykańska naiwność i zaufanie do innych. Nikt z nikim nie współzawodniczy. Nikt nie czuje do nikogo nienawiści. Każdy żyje i daje żyć innym. Każdy idzie za swoim przeznaczeniem tak, jak mu się to wydaje słuszne albo zapomina o swoim przeznaczeniu, jeśli mu się to wydaje słuszne. Mimo że wszyscy są śmiertelnie poważni, na scenie panuje uśmiech i dobry humor. Tu każdy jest sobą, a jednocześnie cząstką całości. Wesley gra jak nigdy dotąd. Harry stepuje lepiej niż kiedykolwiek. Nick stoi za barem i czyści szkło."
Jest rok 1939. Nad Europą i światem zbierają się czarne chmury, a w pewnym portowym barze rozkwita historia miłości Toma i Kitty, naiwnego durnia i, pochodzącej z Polski, prostytutki. Ogólna sytuacja polityczno-społeczna i nastroje ludzi nijak nie przystają do wydarzeń w barze. Hitler Hitlerem, wojna wojną, a miłość miłością. Inspiratorem romansu jest Joe, przyjaciel Toma. To młody mężczyzną o dobrym sercu, dysponującym spora sumą pieniędzy, choć uchodzi za nieroba. Tom to jego uczeń, chłopiec na posyłki, kompars i przyjaciel. Kitty w rzeczywistości nazywa się Katarzyna Koranowska i po bankructwie rodzinnej farmy i śmierci ojca ląduje w rynsztoku. Mieszka w wynajętym pokoju, w hotelu "New York". Tom zakochuje się w niej od pierwszego wejrzenia, nie zwracając uwagi na jej tragiczną sytuację. Chce szybko znaleźć jakąś pracę i założyć rodzinę. Gdy razem z Joe trafiają do hotelowego pokoju Kitty, gdzie świadczy ona usługi mężczyznom po dwa dolary za numer, spotykają tam pijanego marynarza. Jednak nawet obecność klienta u Kitty, nie zmienia planów Toma w stosunku do ukochanej. 
Uczucie, które nim zawładnęło jest tak silne, że wydaje mu się, iż jest drugą połową Kitty. Nie dba o przyszłość i nie obchodzą go konsekwencje takiego związku. Wraz z Joe, gdy ten udziela mu finansowego wsparcia, przeprowadzają Kitty do lepszego hotelu. Joe kupuje jej nowe, atrakcyjne ubrania, a jeden z jego partnerów biznesowych postanawia zatrudnić Toma jako kierowcę ciężarówki, mimo że ten nie ma jeszcze prawa jazdy. Na ich drodze do szczęśliwego życia staje jednak jeszcze jedna przeszkoda. Jest nią Blick, szpicel i "łapacz" z obyczajówki, czarny charakter, obrzydliwa postać utożsamiająca zło i wszystko co najgorsze. Wpada do baru w towarzystwie kilku policjantów w poszukiwaniu prostytutek. W ręce wpada mu oczywiście Kitty, która czeka na Toma. On tymczasem dostał już ciężarówkę, którą ma jechać do San Diego. Joe dał mu pieniądze, żeby mógł zabrać ze sobą Kitty i tam się z nią ożenić. Gdy Tom zjawia się w barze, rozwścieczony Nick, który stanął w obronie Kitty, wyrzuca Blicka z hukiem na ulicę. Tam ktoś go zabija strzałem z rewolweru. Tak oto zło zostaje pokonane, a miłość Toma i Kitty zwycięża na przekór wszystkim przeszkodom. Happy end "Zabawy jak nigdy" Saroyana dokonuje się w prawdziwie amerykańskim stylu. Całe ludzkie życie to zabawa jak nigdy, a zwycięzcą jest zawsze miłość." (e-teatr.pl).

## Polskie realizacje
- 13 maja 1960 – Teatr Wybrzeże w Gdańsku, reż. Jerzy Goliński, prapremiera polska; Edmund Fetting w roli głównej[7]
- 15 czerwca 1960 – Teatr Ateneum im. Stefana Jaracza w Warszawie, reż. Aleksander Bardini; Bronisław Pawlik w roli głównej[8][9]
- 7 czerwca 1965 – Teatr Telewizji, reż. Zbigniew Kuźmiński; Andrzej Łapicki w roli głównej[10]
- 9 marca 1994 – Lubuski Teatr im. Leona Kruczkowskiego w Zielonej Górze, reż. Roman Kłosowski; Andrzej Szczytko w roli głównej[11]